# Хайтерсхайм
Хайтерсхайм (нем. Heitersheim) — город в Германии, в земле Баден-Вюртемберг.
Подчинён административному округу Фрайбург. Входит в состав района Брайсгау — Верхний Шварцвальд. Население составляет 6018 человек (на 31 декабря 2010 года). Занимает площадь 11,71 км². Официальный код — 08 3 15 050.
Город подразделяется на 2 городских района.

## Фотографии
- Музей